# Tocuyo de la Costa
Tocuyo de la Costa – miasto w Wenezueli, w stanie Falcón.